# Canton de Massiac
Le canton de Massiac est une ancienne division administrative française, située dans le département du Cantal et la  région administrative Auvergne-Rhône-Alpes. Il a été supprimé en 2015 à la suite du redécoupage des cantons du département.

## Histoire
Le canton a disparu en 2015 après le redécoupage des cantons du département : les 12 communes ont été intégrées dans le nouveau canton de Saint-Flour-1, conjointement avec le canton de Saint-Flour-Nord.
La disparition du canton a été mal accueillie par la municipalité de Massiac. Le conseil municipal de l'époque a demandé que le nouveau canton soit appelé « Canton de Massiac - Saint-Flour ».
Le député Alain Marleix, ancien maire de Massiac et conseiller général du canton a déclaré à ce sujet : « Je suis effondré que Massiac ne soit plus chef-lieu de canton. C'est quand même la seule ville du département à être située à la fois au bord d'une autoroute, d'une route nationale et qui gère un nombre respectable d’habitants. Cela donne l'impression d'être déclassé. ».

## Composition
Le canton de Massiac regroupait 12 communes et comptait 3 978 habitants (recensement de 1999 sans doubles comptes).
| Nom                  | Code Insee | Intercommunalité            | Population (dernière pop. légale) |
| -------------------- | ---------- | --------------------------- | --------------------------------- |
| Massiac (chef-lieu)  | 15119      | CC Hautes Terres Communauté | 1 735 (2014)                      |
| Auriac-l'Église      | 15013      | CC Hautes Terres Communauté | 166 (2014)                        |
| Bonnac               | 15022      | CC Hautes Terres Communauté | 169 (2014)                        |
| La Chapelle-Laurent  | 15042      | CC Hautes Terres Communauté | 317 (2014)                        |
| Ferrières-Saint-Mary | 15069      | CC Hautes Terres Communauté | 247 (2014)                        |
| Laurie               | 15098      | CC Hautes Terres Communauté | 99 (2014)                         |
| Leyvaux              | 15105      | CC Hautes Terres Communauté | 38 (2014)                         |
| Molèdes              | 15126      | CC Hautes Terres Communauté | 98 (2014)                         |
| Molompize            | 15127      | CC Hautes Terres Communauté | 306 (2014)                        |
| Saint-Mary-le-Plain  | 15203      | CC Hautes Terres Communauté | 156 (2014)                        |
| Saint-Poncy          | 15207      | CC Hautes Terres Communauté | 339 (2014)                        |
| Valjouze             | 15247      | CC Hautes Terres Communauté | 23 (2014)                         |

## Représentation

### Conseillers d'arrondissement (de 1833 à 1940)
Le canton de Massiac avait deux conseillers d'arrondissement.
En 1926, le canton perd un conseiller d'arrondissement.
| Période                                  | Période          | Identité                             | Étiquette    | Qualité |
| ---------------------------------------- | ---------------- | ------------------------------------ | ------------ | --- |
| 1833                                     | 1848             | Jean Segret                          |              | Notaire à Massiac                                                                                           |
| 1833                                     | 1836             | Antoine Achille Fournier             |              | Avocat, propriétaire à Massiac                                                                              |
| 1836                                     | 1848             | M. Lafont                            |              | Notaire à Massiac                                                                                           |
| 1848                                     | 1865             | Eugène Burin des Roziers             |              | Notaire à Massiac                                                                                           |
| 1848                                     | 1867             | M. Richard                           |              | Notaire à Massiac                                                                                           |
| 1867                                     | 1871             | Guillaume Chandorat                  |              | Maire de Massiac                                                                                            |
| 1867                                     | 1871             | Guillaume Blanc                      |              | Notaire à Saint-Poncy                                                                                       |
| 1871                                     | 1874             | Pierre Brugère                       |              | Fabricant de meubles à Massiac                                                                              |
| 1871                                     | 1874             | M. Orceyre                           |              | Propriétaire à La Chapelle-Laurent                                                                          |
| 1874                                     | 1886             | Gabriel Segret                       |              | Notaire, maire d'Auriac-l'Église                                                                            |
| 1874                                     | 1884 (démission) | Adrien Resche                        |              | Agriculteur, maire de Saint-Mary-le-Plain                                                                   |
| 1884                                     | 1898             | Émile Chastel                        | Opportuniste | Maire de Molompize                                                                                          |
| 1886                                     | 1892             | Jérôme Hippolyte Brocard (1834-1911) |              | Huissier à Massiac                                                                                          |
| 1892                                     | 1898             | Félix Resche (1854-1938)             | Opportuniste | Maire de Saint-Mary-le-Plain (1888-1900)                                                                    |
| 1898                                     | 1907             | Guillaume Andraud                    | Radical      | Maire d'Auriac-l'Église                                                                                     |
| 1898                                     | 1901 (démission) | Claude Bompard                       | Radical      | Propriétaire, géomètre-expert à Massiac                                                                     |
| 1901                                     | 1907             | Jean-François Grèze (1876-1943)      |              | Cultivateur, maire de Saint-Mary-le-Plain                                                                   |
| 1907                                     | 19..             | Laurent Avinin                       |              | Propriétaire à Laurie                                                                                       |
| 1907                                     | 1919             | Alfred Bonnabaud                     | Indépendant  | Pharmacien, ancien maire de Massiac (1904-1906)                                                             |
| 1910                                     | 1920 (décès)     | Clodomir Roustide                    | Radical      | Négociant et forgeron à Massiac                                                                             |
| 1919                                     | 1934             | Eugène Chabrillat                    |              | Maire de Massiac (1919-1935)                                                                                |
| 24 oct. 1920                             | 1928             | Albert Chastel                       |              | Maire de Molompize                                                                                          |
| 1928                                     | 1934             | Émilien Ribeyre (1898-1963)          |              | Négociant à Molompize                                                                                       |
| 1934                                     | 1940             | Marcel Andraud                       |              | Maire d'Auriac-l'Église                                                                                     |
| 1934                                     | 1940             | M. Bonnet                            |              | Propriétaire à Molompize                                                                                    |
| 1940                                     |                  |                                      |              | Les conseils d'arrondissement ont été suspendus par la loi du 12 octobre 1940 et n'ont jamais été réactivés |
| Les données manquantes sont à compléter. |                  |                                      |              | |

### Conseillers généraux de 1833 à 2015
| Période | Période             | Identité                                     | Étiquette              | Qualité |
| ------- | ------------------- | -------------------------------------------- | ---------------------- | --- |
| 1833    | 1856                | Jean-Baptiste Marsal                         |                        | Médecin, maire de Massiac                                                                                                   |
| 1856    | 1865 (décès)        | Antoine Clodomir Marsal (neveu du précédent) |                        | Président de la Cour de Riom                                                                                                |
| 1865    | 1871                | Eugène Burin des Roziers                     |                        | Notaire, Juge de paix à Massiac, conseiller d'arrondissement                                                                |
| 1871    | 1884 (décès)        | Jean Alfred Brugerolle                       | Républicain            | Médecin - Maire de Massiac (1876-1884) Sénateur (1882-1884)                                                                 |
| 1884    | 1895                | Antoine Raché                                | Républicain            | Maire de Massiac (1885-1892)                                                                                                |
| 1895    | 1901                | Henri Bonnet                                 | Républicain            | Avocat |
| 1901    | 1919                | Claude Bompard                               | Rad.                   | Expert-géomètre - Maire de Massiac (1906-1912), conseiller d'arrondissement                                                 |
| 1919    | 1940                | Henri Brunel                                 | Rad.                   | Notaire à Paris Sénateur (1930-1939)                                                                                        |
|         |                     |                                              |                        | |
| 1942    | 1945                | Louis Antoine Emilien Ribeyre (1898-1963)    |                        | Négociant Maire de Molompize Nommé conseiller départemental en 1942                                                         |
|         |                     |                                              |                        | |
| 1945    | 8 mars 1953 (décès) | Albert Chalvet                               | Rad.                   | Banquier Maire de Massiac (1945-1953)                                                                                       |
| 1953    | 1988                | Paul Malassagne                              | Rad. puis UDR puis RPR | Dentiste Sénateur (1971-1989) Maire de Massiac (1971-1983)                                                                  |
| 1988    | 2015                | Alain Marleix                                | RPR puis UMP           | Ancien journaliste Maire de Massiac de 1995 à 2008 Député de 1993 à 2007 et de 2010 à 2017 Secrétaire d'État de 2007 à 2010 |

### Résultats électoraux détaillés
- Élections cantonales de 2001 : Alain Marleix (RPR) est élu au 1er tour avec 81,63 % des suffrages exprimés, devant Christian Terrade (PCF) (18,37 %). Le taux de participation est de 80,87 % (3 001 votants sur 3 711 inscrits)[6].
- Élections cantonales de 2008 : Alain Marleix (UMP) est élu au 1er tour avec 100 % des suffrages exprimés. Le taux de participation est de 80,04 % (2 831 votants sur 3 537 inscrits)[7].

## Démographie
| 1962  | 1968  | 1975  | 1982  | 1990  | 1999  | 2006  | 2011  | 2012  |
| ----- | ----- | ----- | ----- | ----- | ----- | ----- | ----- | ----- |
| 5 543 | 5 212 | 4 884 | 4 579 | 4 327 | 3 978 | 3 800 | 3 808 | 3 773 |